# Bicyclus ena
Bicyclus ena là một loài bướm ngày thuộc họ Nymphalidae. Nó được tìm thấy ở Zululand tới Swaziland, Mpumalanga, từ Zimbabwe tới Kenya và ở Uganda .
Sải cánh dài 38–42 mm đối với con đực và 43-48 đối với con cái. There are two extended generations per year. The wet season form is on wing in spring và summer và the dry season form in autumn và winter
Ấu trùng có thể ăn các loài Poaceae khác nhau.